# Harrington Harbour
Harrington Harbour est un village situé sur l'île Harrington et compris dans la municipalité de Côte-Nord-du-Golfe-du-Saint-Laurent, dans la région administrative de la Côte-Nord, au Québec, au Canada.

## Géographie
Ce petit port de pêche isolé se trouve sur l'île Harrington, à environ 3 kilomètres de la côte, près de Chevery. La végétation y est composée de lichens, de mousses et de petits arbustes. Un traversier relie Harrington Harbour à la localité de Chevery.

## Histoire

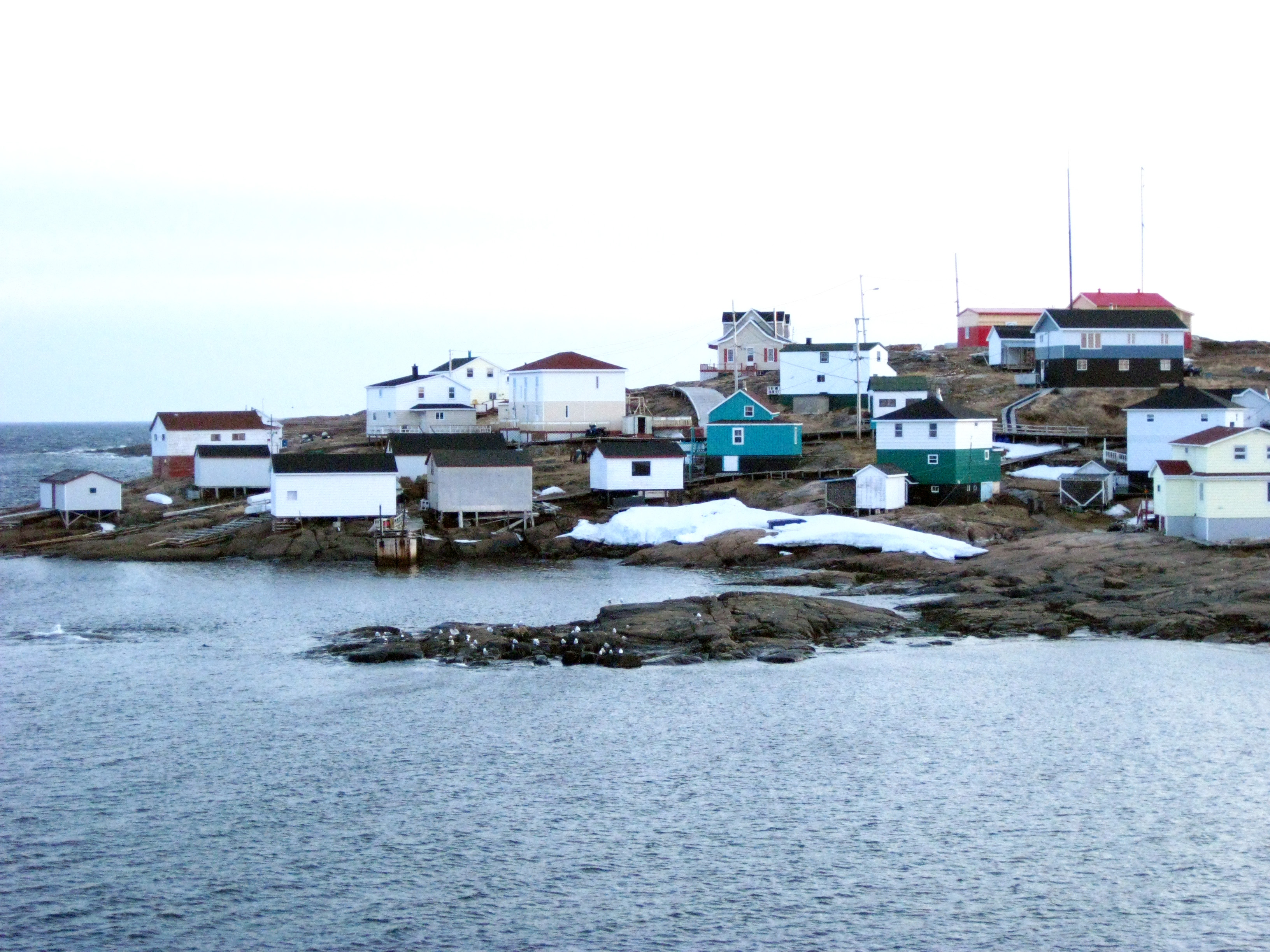
Vue de Harrington Harbour.

En 1535, l'explorateur Jacques Cartier nomme l'archipel où se trouve aujourd'hui l'île Harrington du nom de Sainte Martre. Une étude toponymique révèle également que les Montagnais utilisent le terme Akumunan, signifiant « bon havre », pour désigner ce secteur. C'est cependant le toponyme Harrington qui s'est imposé, probablement en l'honneur de Charles Stanhope, Comte de Harrington.
Dans les années 1540, l'explorateur Jean-François de La Rocque de Roberval navigue le long de la Côte-Nord. À bord de son navire, sa nièce Marguerite l'accompagne. Selon la légende, celle-ci tombe amoureuse d'un des marins. Contrarié, Roberval l'aurait déportée sur une des îles de la côte. Elle se serait réfugié dans une petite grotte de l'île Harrington durant tout un hiver avant d'être rescapée par des pêcheurs.
La localité est fondée le 13 octobre 1871 par des pêcheurs protestants terre-neuviens. Ils utilisent ce port comme camp de base. Un bureau de poste est ouvert en 1890. Le bateau-hôpital du docteur Wilfred Thomason Grenfell visite occasionnellement l'endroit à partir de 1892. Un hôpital permanent est installé en 1907 par l'Association internationale Grenfell, ce qui donne temporairement à l'île le surnom de Hospital Island. Vers 1895, le village peut compter sur une église anglicane et une école. Jusqu'en 1963, la localité est dépourvue de toute organisation municipale. C'est à cette date qu'elle s'intègre à la municipalité de Côte-Nord-du-Golfe-du-Saint-Laurent, dont elle fait toujours partie.
L'économie du village, de sa fondation jusqu'à de nos jours, dépend des produits de la mer. La pêche et la transformation du crabe est la principale industrie d'Harrington Harbour.
Le village est devenu célèbre à la sortie du film La Grande Séduction, pour lequel il est le principal lieu de tournage.

## Attraits
- Grotte de Marguerite
- Monument de Jacques-Cartier
- Centre d’interprétation de la maison Rowsell

## Éducation
Le Centre de services scolaire du Littoral (anciennement la Commission scolaire du Littoral) administre l'école Harrington (anglophone) à Harrington Harbour.